# Architettura cellulare

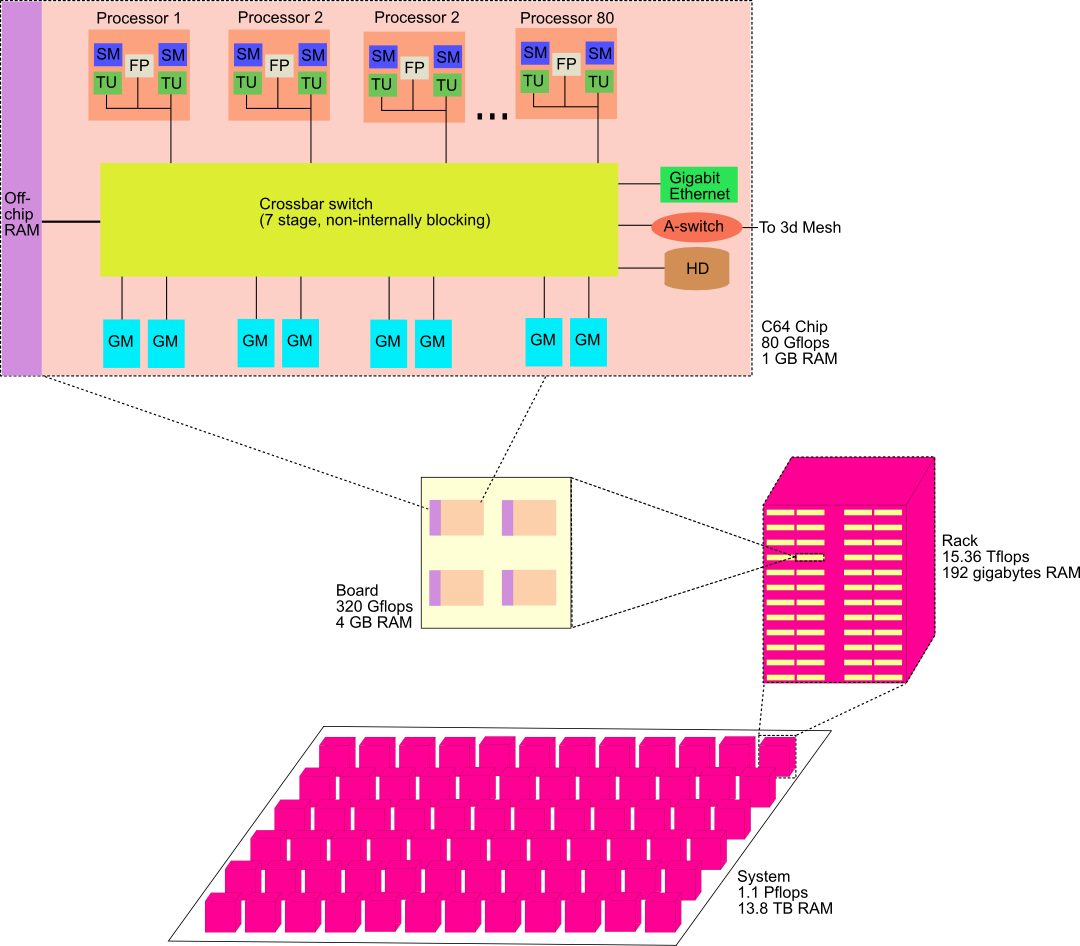
L'architettura Cyclops64 conterrà molte centinaia di nodi di calcolo

L'architettura cellulare è una tipologia di architettura sviluppata per il calcolo parallelo. L'architettura cellulare è una tipologia di architettura relativamente nuova e l'IBM con il processore Cell è uno dei principali attori del mercato. L'architettura cellulare è una diretta evoluzione dei microprocessori multi core e può esserne considerata la conseguenza logica. Questa architettura spinge i programmatori a realizzare applicati con un ampio numero di thread in modo che le varie unità di calcolo possano elabora il programma in parallelo. Ogni processore Cell contiene al suo interno 9 unità a livello thread indipendenti, il gestore della memoria e delle comunicazioni. L'incremento di prestazione si ottiene esplorando il parallelismo a livello di thread delle applicazioni.
Il Cell e il processore scelto da Sony come base della PlayStation 3. Un'altra implementazione dell'architettura cellulare è il Cyclops64 un supercomputer a parallelismo massivo attualmente in sviluppo presso IBM.
L'architettura cellulare impone al programmatore un nuovo paradigma di programmazione. Il programmatore per poter sfruttare adeguatamente l'hardware deve conoscere il funzionamento della macchina e molte delle sue caratteristiche interne, questo in contrasto con le attuali filosofie che spingono verso un'astrazione sempre più spinta del software.